# NGC 2931
NGC 2931 je galaksija u zviježđu Lavu.

## Vanjske poveznice
- SEDS: NGC 2931